# Dzintars Zirnis
Dzintars Zirnis (Riga, 25 d'abril de 1977) és un exfutbolista letó que jugava com a Defensa. Durant pràcticament tota la seva carrera Zirnis va jugar pel club FK Liepājas Metalurgs de la lliga letona de futbol; hi va debutar el 1997 i hi va jugar fins al 2013. També va jugar amb Letònia.

## Palmarès
Club
- Virsliga (2): 2005, 2009
- Virsliga (finalista) (6): 2003, 2004, 2006, 2007, 2008, 2011
- Copa letona de futbol (1): 2006
- Lliga Bàltica de futol (1): 2007